# Stockton (Minnesota)
Stockton és una població dels Estats Units a l'estat de Minnesota. Segons el cens del 2000 tenia 682 habitants.

## Demografia
Segons el cens del 2000, Stockton tenia 682 habitants, 236 habitatges, i 184 famílies. La densitat de població era de 161,5 habitants per km².
Dels 236 habitatges en un 44,5% hi vivien nens de menys de 18 anys, en un 61,4% hi vivien parelles casades, en un 8,9% dones solteres, i en un 22% no eren unitats familiars. En el 17,4% dels habitatges hi vivien persones soles el 7,2% de les quals corresponia a persones de 65 anys o més que vivien soles. El nombre mitjà de persones vivint en cada habitatge era de 2,89 i el nombre mitjà de persones que vivien en cada família era de 3,26.
Per edats la població es repartia de la següent manera: un 32,1% tenia menys de 18 anys, un 9,2% entre 18 i 24, un 32,3% entre 25 i 44, un 17,7% de 45 a 60 i un 8,7% 65 anys o més.
L'edat mediana era de 31 anys. Per cada 100 dones de 18 o més anys hi havia 101,3 homes.
La renda mediana per habitatge era de 41.250 $ i la renda mediana per família de 47.159 $. Els homes tenien una renda mediana de 30.000 $ mentre que les dones 22.778 $. La renda per capita de la població era de 17.038 $. Entorn de l'1,7% de les famílies i el 4,1% de la població estaven per davall del llindar de pobresa.

## Poblacions més properes
El següent diagrama mostra les poblacions més properes.